# 和春军
和春军（1968年6月—），满族，河北乐亭人。曾任唐山市开平区委书记，唐山市人大常委会副主任。2020年6月出任沧州市委常委、常务副市长。2023年1月，任河北省委统战部常务副部长。2024年8月因涉嫌严重违纪违法，接受河北省纪委监委纪律审查和监察调查。

## 生平
1968年6月，和春军出生在河北省乐亭县。1988年，和春军进入山东大学历史系档案管理专业学习，1990年毕业后进入唐山市档案局工作。
1995年12月，和春军转任唐山市人民政府办公厅文教处科员，1998年12月加入中国共产党，1999年1月晋升办公厅副主任科员，2000年7月转任文教处副处长。
2000年12月，和春军转任迁安市人民政府市长助理，次年6月出任副市长。2006年6月出任中共迁安市委常委、办公室主任，一年后出任副市长兼市委常委。
2008年7月，和春军出任中共唐山市丰润区委常委、副区长，同年12月出任代区长，次年3月正式出任区长。2011年8月，和春军转任中共唐山市开平区委书记。
2016年12月，和春军出任唐山市人大常委会党组成员、副主任候选人，次年3月出任副主任。
2020年5月，和春军出任中共沧州市委常委、市政府副市长人选、党组副书记兼市行政学院院长。
2023年1月，和春军出任中共河北省委统战部常务副部长，同年5月兼任机关党委书记。

### 落马
2024年8月11日，和春军涉嫌严重违纪违法，接受河北省纪委监委纪律审查和监察调查。